# Three Percenters
Die Three Percenters (u. a. auch bezeichnet als „3 Percenters“, „3%“ oder „3% United Patriots“) sind eine rechtsradikale Gruppe innerhalb des Patriot Movement in den USA. Wichtigstes Anliegen ist der bewaffnete Widerstand gegen die Bundesregierung der Vereinigten Staaten und gegen Versuche, den privaten Waffenbesitz einzuschränken.

## Entstehung und Name

Flagge der Three Percenters

Gegründet wurde Three Percenters 2008 von Mike Brian Vanderboegh (1953–2016), der bereits im Alabama der 1990er Jahre in Milizgruppen aktiv war. Ihr Name bezieht sich auf den angeblichen (mittlerweile widerlegten) Prozentsatz der amerikanischen Kolonialisten, die während des Unabhängigkeitskrieges die Waffen gegen die Briten aufnahmen. Ein Symbol ist die von Gayle Nyberg im Jahr 2008 entworfene „Nyberg Drei-Prozent-Fahne“, sie basiert auf der Betsy-Ross-Flagge mit der römischen Zahl III im Kreis von dreizehn Sternen.

## Struktur und Ideologie
Die Three Percenters haben eine lose definierte Mitgliedschaft und eine dezentralisierte Organisationsstruktur in den einzelnen US-Bundesstaaten. Anscheinend kann jeder den Namen und die Symbole benutzen. Ideologisch sind die Three Percenters rechtsextrem einzustufen, sehr ähnlich den bekannteren Oath Keepers (Hüter des Eides), einer ebenfalls rechtsextremen Bewegungsgruppe aktueller und ehemaliger Militärs. Es gibt erhebliche Mitgliedschaftsüberlappungen und ihre prominentesten Mitglieder erscheinen gemeinsam in der Öffentlichkeit; so zum Beispiel Vanderboegh und Oath-Keepers-Präsident und -Gründer Stewart Rhodes.
Three Percenters waren am 12. August 2017 bei den gewalttätigen Auseinandersetzungen in Charlottesville beteiligt, bei der eine Gegendemonstrantin ermordet wurde.
Ihr Anführer Barry Croft war an der Planung der Entführung Gretchen Whitmers beteiligt. In einer Diskussion der zur Planung der Entführung sagte er, Gott habe ihm die Erlaubnis zum Töten gegeben.
Wegen Beteiligung am Sturm auf das Kapitol in Washington 2021 erhoben US-Bundesstaatsanwälte im Juni 2021 Klage gegen sechs Mitglieder der Three Percenters aus Kalifornien.

## Einstufung als terroristische Organisation
Im Juni 2021 setzte die kanadische Regierung die Three Percenters auf ihre Liste der terroristischen Organisationen.